# Furaantetracarbonzuur
Furaantetracarbonzuur is een organische verbinding met  de formule {\displaystyle {\ce {C8H4O9}}}, of met wat meer nadruk op de structuur ervan: {\displaystyle {\ce {C4O(COOH)4}}}. De verbinding kan gedacht worden op basis van furaan waarin alle vier de waterstofatomen vervangen zijn door carbonzuurgroepen.
Door het afstaan van vier protonen ontstaat het anion {\displaystyle {\ce {C8O8^{4-}}}}, furaantetracarboxylaat. Dit anion bestaat alleen uit koolstof en zuurstof en behoort daarmee tot de koolstof-zuurstof-anionen. Naast het volledig geïoniseerde ion zijn ook het waterstof-, het diwaterstof- en het triwaterstof-furaantetracarboxylaat beschreven. Zouten en esters met deze ionen of bouwstenen worden ook zo benoemd.
Het zuur kan gesynthetiseerd worden met dioxalylsuccinaat als uitgangsstof.
Rubidiumtriwaterstoffuraantetracarboxylaat, {\displaystyle {\ce {Rb[H3C8O9]}}} kristalliseert in witte naalden.